# Kanton Saint-Ursanne
Der Kanton Saint-Ursanne (französisch Canton de Saint-Ursanne) war ein Kanton der Ersten Französischen Republik und des Ersten Kaiserreichs auf dem Gebiet des heutigen Kantons Jura in der Schweiz.

## Département Mont-Terrible
Er entstand am 23. März 1793 mit der vom französischen Nationalkonvent beschlossenen formellen Annexion der Raurakischen Republik. Der Kanton war Teil des Distrikts Pruntrut im neu geschaffenen Département Mont-Terrible und umfasste vier Gemeinden:
- Ocourt
- Outremont
- Saint-Ursanne (Hauptort)
- Seleute

Laut einem Rundschreiben des Innenministeriums vom 7. Frimaire des Jahres VI (27. November 1797) zählte der Kanton Saint-Ursanne 3020 Einwohner, von denen 901 wahlberechtigt waren.

## Département Haut-Rhin
Gemäss dem Gesetz vom 28. Pluviôse des Jahres VIII (17. Februar 1800) wurde der Kanton Epauvillers aufgehoben und mit dem Kanton Saint-Ursanne vereinigt. Der vergrösserte Kanton gehörte neu zum Arrondissement Pruntrut im Département Haut-Rhin und umfasste acht Gemeinden:
- Epauvillers
- Epiquerez
- Montenol
- Ocourt
- Outremont
- Saint-Ursanne (Hauptort)
- Seleute
- Soubey

Ausgehend von den Zahlen des Rundschreibens von 1797 zählte der Kanton Saint-Ursanne 3897 Einwohner, davon 539 Wahlberechtigte. Durch Beschluss des Wiener Kongresses vom 20. März 1815 wurde das Territorium des Kantons dem Kanton Bern zugeschlagen; seit 1979 gehört es zum Kanton Jura.